# Ходжаев, Сухроб Рустамович
Сухро́б Руста́мович Ходжа́ев (род. 21 мая 1993, Пархар, Хатлонская область) — таджикский и узбекский легкоатлет, специалист по метанию молота. Начинал карьеру в сборной Таджикистана, с 2010 года на международном уровне представляет Узбекистан. Участник трёх летних Олимпийских игр, двукратный бронзовый призёр Азиатских игр, призёр чемпионата Азии, многократный победитель первенств национального значения.

## Биография
Сухроб Ходжаев родился 21 мая 1993 года в посёлке Пархар Хатлонской области Таджикистана. В возрасте двух лет вместе с семьёй переехал на постоянное жительство в Душанбе.
Занимался спортом начиная с шестилетнего возраста, пробовал себя в спортивной гимнастике, плавании, теннисе, боксе, однако в конечном счёте в 2006 году перешёл в лёгкую атлетику. Проходил подготовку в метании диска под руководством тренера Шамшода Курбонова, затем сменил специализацию на метание молота и попал к тренеру Сухробу Мардонову. Впоследствии был подопечным таких специалистов как Дильшод Назаров, Александр Пискунов и Андрей Абдувалиев. В 2009 году окончил колледж физической культуры Таджикистана.
Первого серьёзного успеха на международной арене добился в сезоне 2009 года, когда вошёл в состав таджикской национальной сборной и побывал на юношеском чемпионате мира в Бриксене, откуда привёз награду серебряного достоинства, выигранную в зачёте метания молота.
В 2010 году переехал на постоянное жительство в Ташкент и начиная с этого времени на международных соревнованиях представлял узбекскую национальную сборную.
В 2012 году в составе сборной Узбекистана стал бронзовым призёром чемпионата Азии, взял бронзу на юниорском мировом первенстве в Барселоне и благодаря череде удачных выступлений удостоился права защищать честь страны на летних Олимпийских играх в Лондоне. В программе мужского метания молота показал результат 65,88 метра, расположившись в итоговом протоколе соревнований на 38 строке.
В 2014 году выступил на Азиатских играх в Инчхоне, став в своей дисциплине пятым.
На чемпионате Азии 2015 года в Ухане был в метании молота четвёртым, тогда как на чемпионате мира в Пекине занял 28 место.
Находясь в числе лидеров узбекской национальной сборной, благополучно прошёл отбор на Олимпийские игры 2016 года в Рио-де-Жанейро. На сей раз метнул молот на 70,11 метра и занял в общем зачёте 23 место.
После второй в своей карьере Олимпиады Ходжаев остался в составе легкоатлетической команды Узбекистана и продолжил принимать участие в крупнейших международных соревнованиях. Так, в 2017 году он выступил на Исламских играх солидарности в Баку, где оказался пятым.
В 2018 году выиграл бронзовую медаль на Азиатских играх в Джакарте.
В 2019 году получил бронзу на азиатском первенстве в Дохе.